# 크리스티나 라폰트
크리스티나 라폰트(Cristina Lafont)는 스페인의 철학자이다. 노스웨스턴 대학교의 해럴드 H. & 버지니아 앤더슨 철학 교수이다.

## 생애
라폰트는 1987년 발렌시아 대학교에서 철학을 전공했다. 이후 요한 볼프강 괴테 프랑크푸르트 대학교로 옮겨 1992년 위르겐 하버마스의 지도 아래 최우등 졸업으로 철학 박사를 취득했으며, 같은 대학에서 2000년에 하빌리타치온을 취득했다. 라폰트는 영어권, 스페인어권, 독일어권 학계에서 초청강사 및 초빙교수직을 역임했다. 멕시코 국립 자치 대학교, 마드리드 카를로스 3세 대학교, 오비에도 대학교의 초빙교수를 지냈으며 프랑크푸르트 대학교에서 강사를 역임했다.